# Backhoppning vid olympiska vinterspelen 2002
Backhoppning vid olympiska vinterspelen 2002 hölls i Utah Olympic Park Jumps i Salt Lake City, Utah, USA.

## Medaljörer
| Gren                     | Guld                                                                         | Silver                                                                              | Brons                                                                   |
| Normalbacken Detaljer... | Schweiz · Simon Ammann                                                       | Tyskland · Sven Hannawald                                                           | Polen · Adam Małysz                                                     |
| Stora backen Detaljer... | Schweiz · Simon Ammann                                                       | Polen · Adam Małysz                                                                 | Finland · Matti Hautamäki                                               |
| Lagtävling Detaljer...   | Tyskland · Sven Hannawald · Stephan Hocke · Michael Uhrmann · Martin Schmitt | Finland · Matti Hautamäki · Veli-Matti Lindström · Risto Jussilainen · Janne Ahonen | Slovenien · Damjan Fras · Primoz Peterka · Robert Kranjec · Peter Žonta |

## Medaljligan
| Pl.   | Nation    | Guld | Silver | Brons | Totalt |
| ----- | --------- | ---- | ------ | ----- | ------ |
| 1     | Schweiz   | 2    | 0      | 0     | 2      |
| 2     | Tyskland  | 1    | 1      | 0     | 2      |
| 3     | Finland   | 0    | 1      | 1     | 2      |
| 3     | Polen     | 0    | 1      | 1     | 2      |
| 5     | Slovenien | 0    | 0      | 1     | 1      |
| Total | Total     | 3    | 3      | 3     | 9      |

## Herrar

### Normalbacke
Tävlingen hölls vid "Utah Olympic Park Jumps" med en K-punkt på 90 meter.

Den unge Ammann slog de två guld-favoriterna Sven Hannawald och Adam Malysz.
- 10 februari 2002

| Medalj | Tävlande             | Poäng |
| Guld   | Simon Ammann         | 269,0 |
| Silver | Sven Hannawald       | 267,5 |
| Brons  | Adam Małysz          | 263,0 |
| 4      | Janne Ahonen         | 261,5 |
| 5      | Veli-Matti Lindström | 253,0 |
| 6      | Matti Hautamäki      | 252,5 |
| 7      | Martin Schmitt       | 250,0 |
| 8      | Michael Uhrmann      | 245,0 |
| 9      | Kazuyoshi Funaki     | 243,0 |
| 10     | Primož Peterka       | 240,5 |

### Stor backe
Tävlingen hölls vid "Utah Olympic Park Jumps" med en K-punkt på 120 meter.

Simon Ammann, som vann den första schweiziska medaljen i backhoppning, hade aldrig tidigare vunnit en major,
 när han kliver in och tar båda individuella gulden i backhoppning.
- 12 februari 2002

| Medalj | Tävlande          | Poäng |
| Guld   | Simon Ammann      | 281,4 |
| Silver | Adam Małysz       | 269,7 |
| Brons  | Matti Hautamäki   | 256,0 |
| 4      | Sven Hannawald    | 255,3 |
| 5      | Stefan Horngacher | 247,2 |
| 6      | Andreas Küttel    | 245,6 |
| 7      | Kazuyoshi Funaki  | 245,5 |
| 8      | Martin Koch       | 244,5 |
| 9      | Janne Ahonen      | 241,5 |
| 10     | Martin Schmitt    | 240,4 |

### Lagtävling - stor backe
- 18 februari 2002

Tävlingen hölls vid "Utah Olympic Park Jumps" med en K-punkt på 120 meter.

I en tajt kamp mellan Finland och Tyskland, vinner slutligen Tyskland med minsta möjliga marginal, 0,1 poäng.
| Medalj | Lag                                                                      | Poäng |
| Guld   | (Sven Hannawald, Stephan Hocke, Michael Uhrmann, Martin Schmitt)         | 974,1 |
| Silver | (Matti Hautamäki, Veli-Matti Lindström, Risto Jussilainen, Janne Ahonen) | 974,0 |
| Brons  | (Damjan Fras, Primož Peterka, Robert Kranjec, Peter Žonta)               | 946,3 |
| 4      | (Stefan Horngacher, Andreas Widhölzl, Wolfgang Loitzl, Martin Höllwarth) | 926,8 |
| 5      | (Masahiko Harada, Hiroki Yamada, Hideharu Miyahira, Kazuyoshi Funaki)    | 926,0 |
| 6      | (Robert Mateja, Tomisław Tajner, Tomasz Pochwała, Adam Małysz)           | 848,1 |
| 7      | (Marco Steinauer, Sylvain Freiholz, Andreas Küttel, Simon Ammann)        | 818,3 |
| 8      | (Choi Heung-Cheol, Choi Yong-Jik, Kim Hyeon-Gi, Gang Chil-Gu)            | 801,6 |
| 9      | (Tommy Ingebrigtsen, Anders Bardal, Lars Bystøl, Roar Ljøkelsøy)         | 790,8 |
| 10     | (Emmanuel Chedal, Rémi Santiago, Florentin Durand, Nicolas Dessum)       | 755,1 |